# Tim Harvey
Tim Harvey (ur. 20 listopada 1961 w Farnborough) – brytyjski kierowca wyścigowy.

## Kariera
Harvey rozpoczął karierę w międzynarodowych wyścigach samochodowych w 1985 roku od startów w Festiwalu Formuły Ford, gdzie uplasował się na 22 pozycji. W późniejszych latach Brytyjczyk pojawiał się także w stawce World Touring Car Championship, British Touring Car Championship, European Touring Car Championship, World Sports-Prototype Championship, Uniroyal Production Saloon Championship, SAT 1 Supercup, 24-godzinnego wyścigu Le Mans, Brytyjskiej Formuły 3000, Sportscar World Championship, Japanese Touring Car Championship, FIA Touring Car World Cup, Bathurst 1000, British GT Championship, Asian Touring Car Championship, Brytyjscy kierowcy Brytyjskiego Pucharu Porsche Carrera, BTCC Masters, Porsche Supercup, Francuskiego Pucharu Porsche Carrera, Ginetta GT Supercup, Światowego Pucharu Porsche Carrara, Scirocco R China Masters Challenge oraz Goodwood Revival St. Marys Trophy.